# Liste des églises du Territoire de Belfort
La liste des églises du Territoire de Belfort vise à situer les églises du département français de la Territoire de Belfort. Il est fait état des diverses protections dont elles peuvent bénéficier, et notamment les inscriptions et classements au titre des monuments historiques.
En ce qui concerne le culte catholique, les églises sont situées dans le diocèse de Belfort-Montbéliard.

## Statistiques

### Nombres
Le département du Territoire de Belfort comprend 101 communes au 1er janvier 2023.
Depuis 2022, le diocèse de Belfort-Montbéliard compte 36 paroisses.
Cet article fait état de 73 églises catholiques dans le territoire de Belfort.

## Classement
Le classement ci-après se fait par commune selon l'ordre alphabétique.
Il est fait état des diverses protections dont elles peuvent bénéficier, et notamment les inscriptions et classements au titre des monuments historiques.

## Liste

### Église catholique
| Église                                                  | Commune                   | Adresse | Coordonnées                      | Notice         | Protection                                                      | Date        | Illustration                                            |
| ------------------------------------------------------- | ------------------------- | ------- | -------------------------------- | -------------- | --------------------------------------------------------------- | ----------- | ------------------------------------------------------- |
| Église Saint-Sébastien d'Angeot                         | Angeot                    |         | 47° 41′ 54″ nord, 7° 00′ 54″ est |                |                                                                 |             | Église Saint-Sébastien d'Angeot                         |
| Église Saint-Vendelin d'Anjoutey                        | Anjoutey                  |         | 47° 42′ 03″ nord, 6° 56′ 05″ est |                |                                                                 |             | Église Saint-Vendelin d'Anjoutey                        |
| Église Sainte-Catherine d'Auxelles-Bas                  | Auxelles-Bas              |         | 47° 44′ 04″ nord, 6° 46′ 49″ est |                |                                                                 |             | Église Sainte-Catherine d'Auxelles-Bas                  |
| Église Notre-Dame-Auxiliatrice d'Auxelles-Haut          | Auxelles-Haut             |         | 47° 44′ 35″ nord, 6° 46′ 15″ est |                |                                                                 |             | Église Notre-Dame-Auxiliatrice d'Auxelles-Haut          |
| Église Saint-Ambroise de Banvillars                     | Banvillars                |         | 47° 35′ 30″ nord, 6° 48′ 53″ est |                |                                                                 |             | Église Saint-Ambroise de Banvillars                     |
| Église Saint-Ambroise de Bavilliers                     | Bavilliers                |         | 47° 37′ 09″ nord, 6° 49′ 52″ est |                |                                                                 |             | Église Saint-Ambroise de Bavilliers                     |
| Église Saint-François-de-Sales de Beaucourt             | Beaucourt                 |         | 47° 29′ 20″ nord, 6° 55′ 41″ est | « IA00016688 » |                                                                 |             | Église Saint-François-de-Sales de Beaucourt             |
| Cathédrale Saint-Christophe de Belfort                  | Belfort                   |         | 47° 38′ 19″ nord, 6° 51′ 49″ est | « PA00101135 » | Classé MH                                                       | 1930        | Cathédrale Saint-Christophe de Belfort                  |
| Église Sainte-Thérèse-de-l'Enfant-Jésus de Belfort      | Belfort                   |         | 47° 38′ 24″ nord, 6° 50′ 12″ est |                |                                                                 |             | Image manquante Téléverser                              |
| Église de Brasse                                        | Belfort                   |         | 47° 38′ 44″ nord, 6° 51′ 28″ est | « PA00101134 » | Inscrit MH Chœur                                                | 1980        | Église de Brasse                                        |
| Église Sainte-Jeanne-d'Arc de Belfort                   | Belfort                   |         | 47° 37′ 28″ nord, 6° 50′ 57″ est | « PA90000004 » | Inscrit MH                                                      | 1999        | Église Sainte-Jeanne-d'Arc de Belfort                   |
| Église Saint-Joseph de Belfort                          | Belfort                   |         | 47° 38′ 46″ nord, 6° 50′ 57″ est |                |                                                                 |             | Église Saint-Joseph de Belfort                          |
| Église Sainte-Jeanne-Antide de Belfort                  | Belfort                   |         | 47° 37′ 55″ nord, 6° 50′ 42″ est |                |                                                                 |             | Église Sainte-Jeanne-Antide de Belfort                  |
| Ancienne église Saint-Louis de Belfort                  | Belfort                   |         | 47° 39′ 25″ nord, 6° 50′ 48″ est | « EA90000003 » |                                                                 |             | Ancienne église Saint-Louis de Belfort                  |
| Église Notre-Dame-des-Anges de Belfort                  | Belfort                   |         | 47° 38′ 00″ nord, 6° 51′ 23″ est |                |                                                                 |             | Église Notre-Dame-des-Anges de Belfort                  |
| Église Sainte-Odile de Belfort                          | Belfort                   |         | 47° 39′ 04″ nord, 6° 51′ 49″ est |                |                                                                 |             | Église Sainte-Odile de Belfort                          |
| Église Saint-Laurent de Bermont                         | Bermont                   |         | 47° 34′ 49″ nord, 6° 51′ 22″ est | « PA90000002 » | Inscrit MH                                                      | 1997        | Église Saint-Laurent de Bermont                         |
| Église Sainte-Suzanne de Bessoncourt                    | Bessoncourt               |         | 47° 38′ 45″ nord, 6° 55′ 59″ est |                |                                                                 |             | Église Sainte-Suzanne de Bessoncourt                    |
| Église Saint-Luc de Boron                               | Boron                     |         | 47° 33′ 12″ nord, 7° 01′ 01″ est |                |                                                                 |             | Image manquante Téléverser                              |
| Église Saint-Martin de Bourogne                         | Bourogne                  |         | 47° 33′ 43″ nord, 6° 55′ 09″ est |                |                                                                 |             | Église Saint-Martin de Bourogne                         |
| Église Saint-Étienne de Brebotte                        | Brebotte                  |         | 47° 34′ 46″ nord, 6° 58′ 35″ est |                |                                                                 |             | Église Saint-Étienne de Brebotte                        |
| Église de la Nativité-de-la-Sainte-Vierge de Buc        | Buc                       |         | 47° 36′ 52″ nord, 6° 47′ 09″ est |                |                                                                 |             | Église de la Nativité-de-la-Sainte-Vierge de Buc        |
| Église Saint-Martin de Chaux                            | Chaux                     |         | 47° 42′ 21″ nord, 6° 50′ 15″ est |                |                                                                 |             | Église Saint-Martin de Chaux                            |
| Église Sainte-Odile de Chavannes-les-Grands             | Chavannes-les-Grands      |         | 47° 35′ 28″ nord, 7° 02′ 50″ est |                |                                                                 |             | Église Sainte-Odile de Chavannes-les-Grands             |
| Église Saint-Étienne de Châtenois-les-Forges            | Châtenois-les-Forges      |         | 47° 33′ 26″ nord, 6° 50′ 56″ est |                |                                                                 |             | Église Saint-Étienne de Châtenois-les-Forges            |
| Église de l'Exaltation-de-la-Sainte-Croix de Chèvremont | Chèvremont                |         | 47° 37′ 41″ nord, 6° 55′ 29″ est | « PA00101161 » | Inscrit MH Façade principale et clocher, y compris le péristyle | 1992        | Église de l'Exaltation-de-la-Sainte-Croix de Chèvremont |
| Église Sainte-Agathe de Courcelles                      | Courcelles                |         | 47° 29′ 57″ nord, 7° 04′ 37″ est |                |                                                                 |             | Église Sainte-Agathe de Courcelles                      |
| Église Saint-Étienne de Courtelevant                    | Courtelevant              |         | 47° 30′ 54″ nord, 7° 04′ 51″ est |                |                                                                 |             | Église Saint-Étienne de Courtelevant                    |
| Église Saint-Nicolas de Croix                           | Croix                     |         | 47° 26′ 45″ nord, 6° 57′ 16″ est |                |                                                                 |             | Église Saint-Nicolas de Croix                           |
| Église Saint-Just de Danjoutin                          | Danjoutin                 |         | 47° 37′ 05″ nord, 6° 51′ 46″ est |                |                                                                 |             | Église Saint-Just de Danjoutin                          |
| Église Saint-Léger de Delle                             | Delle                     |         | 47° 30′ 22″ nord, 6° 59′ 48″ est |                |                                                                 |             | Église Saint-Léger de Delle                             |
| Église Saint-Léger d'Essert                             | Essert                    |         | 47° 37′ 55″ nord, 6° 48′ 58″ est |                |                                                                 |             | Église Saint-Léger d'Essert                             |
| Église Saint-Urs-et-Saint-Sébastien de Faverois         | Faverois                  |         | 47° 31′ 15″ nord, 7° 02′ 09″ est |                |                                                                 |             | Église Saint-Urs-et-Saint-Sébastien de Faverois         |
| Église Saint-Antoine de Felon                           | Felon                     |         | 47° 42′ 18″ nord, 6° 58′ 39″ est |                |                                                                 |             | Église Saint-Antoine de Felon                           |
| Église de la Présentation-de-la-Vierge de Florimont     | Florimont                 |         | 47° 30′ 36″ nord, 7° 04′ 09″ est |                |                                                                 |             | Église de la Présentation-de-la-Vierge de Florimont     |
| Ancienne église de Florimont                            | Florimont                 |         | 47° 30′ 37″ nord, 7° 04′ 03″ est |                |                                                                 |             | Ancienne église de Florimont                            |
| Église de l'Exaltation-de-la-Sainte-Croix de Fontaine   | Fontaine                  |         | 47° 39′ 26″ nord, 6° 59′ 48″ est |                |                                                                 |             | Église de l'Exaltation-de-la-Sainte-Croix de Fontaine   |
| Église Saint-Pierre de Froidefontaine                   | Froidefontaine            |         | 47° 33′ 58″ nord, 6° 56′ 43″ est | « PA00101150 » | Inscrit MH Abside ; Inscrit MH l'église Saint-Pierre            | 1926 ; 2019 | Église Saint-Pierre de Froidefontaine                   |
| Église Saint-Valère de Fêche-l'église                   | Fêche-l'Église            |         | 47° 30′ 19″ nord, 6° 57′ 05″ est | « IA00016740 » |                                                                 |             | Église Saint-Valère de Fêche-l'église                   |
| Église Saint-Jean-Baptiste de Giromagny                 | Giromagny                 |         | 47° 44′ 30″ nord, 6° 49′ 31″ est |                |                                                                 |             | Église Saint-Jean-Baptiste de Giromagny                 |
| Église Saint-Martin de Grandvillars                     | Grandvillars              |         | 47° 32′ 33″ nord, 6° 58′ 02″ est |                |                                                                 |             | Église Saint-Martin de Grandvillars                     |
| Église Saint-Georges de Grosmagny                       | Grosmagny                 |         | 47° 43′ 18″ nord, 6° 52′ 55″ est |                |                                                                 |             | Église Saint-Georges de Grosmagny                       |
| Église Saint-Paul de Grosne                             | Grosne                    |         | 47° 34′ 28″ nord, 6° 59′ 59″ est |                |                                                                 |             | Église Saint-Paul de Grosne                             |
| Église Saint-André de Joncherey                         | Joncherey                 |         | 47° 31′ 45″ nord, 7° 00′ 44″ est |                |                                                                 |             | Église Saint-André de Joncherey                         |
| Église Saint-Vincent de Lachapelle-sous-Chaux           | Lachapelle-sous-Chaux     |         | 47° 42′ 19″ nord, 6° 49′ 16″ est |                |                                                                 |             | Église Saint-Vincent de Lachapelle-sous-Chaux           |
| Église Saint-Vincent de Lachapelle-sous-Rougemont       | Lachapelle-sous-Rougemont |         | 47° 42′ 43″ nord, 7° 00′ 52″ est |                |                                                                 |             | Église Saint-Vincent de Lachapelle-sous-Rougemont       |
| Église Saint-Quirin de Larivière                        | Larivière                 |         | 47° 40′ 41″ nord, 6° 59′ 34″ est |                |                                                                 |             | Église Saint-Quirin de Larivière                        |
| Église Saint-Gérard de Lebetain                         | Lebetain                  |         | 47° 29′ 13″ nord, 6° 58′ 43″ est |                |                                                                 |             | Église Saint-Gérard de Lebetain                         |
| Église de la Nativité-de-Notre-Dame de Lepuix           | Lepuix                    |         | 47° 45′ 35″ nord, 6° 49′ 08″ est |                |                                                                 |             | Église de la Nativité-de-Notre-Dame de Lepuix           |
| Église Saint-Nicolas de Lepuix-Neuf                     | Lepuix-Neuf               |         | 47° 32′ 23″ nord, 7° 06′ 02″ est |                |                                                                 |             | Église Saint-Nicolas de Lepuix-Neuf                     |
| Église Saint-Nicolas de Meroux                          | Meroux-Moval              |         | 47° 35′ 38″ nord, 6° 54′ 18″ est |                |                                                                 |             | Église Saint-Nicolas de Meroux                          |
| Église Saint-Léger de Montbouton                        | Montbouton                |         | 47° 28′ 22″ nord, 6° 55′ 08″ est | « IA00016754 » |                                                                 |             | Église Saint-Léger de Montbouton                        |
| Église Notre-Dame-de-la-Paix de Montreux-Château        | Montreux-Château          |         | 47° 36′ 23″ nord, 6° 59′ 32″ est |                |                                                                 |             | Église Notre-Dame-de-la-Paix de Montreux-Château        |
| Église Saint-Martin de Morvillars                       | Morvillars                |         | 47° 32′ 45″ nord, 6° 55′ 58″ est |                |                                                                 |             | Église Saint-Martin de Morvillars                       |
| Église Saints-Julien-et-Vincent de Novillard            | Novillard                 |         | 47° 36′ 21″ nord, 6° 58′ 21″ est |                |                                                                 |             | Église Saints-Julien-et-Vincent de Novillard            |
| Église Saint-Augustin d'Offemont                        | Offemont                  |         | 47° 39′ 48″ nord, 6° 52′ 44″ est |                |                                                                 |             | Église Saint-Augustin d'Offemont                        |
| Église de la Nativité-de-Notre-Dame de Petit-Croix      | Petit-Croix               |         | 47° 36′ 50″ nord, 6° 58′ 22″ est |                |                                                                 |             | Église de la Nativité-de-Notre-Dame de Petit-Croix      |
| Église Notre-Dame-de-l'Assomption de Phaffans           | Phaffans                  |         | 47° 39′ 33″ nord, 6° 56′ 08″ est | « PA00132867 » | Inscrit MH                                                      | 1994        | Église Notre-Dame-de-l'Assomption de Phaffans           |
| Église Saint-Mathieu de Pérouse                         | Pérouse                   |         | 47° 38′ 11″ nord, 6° 53′ 35″ est |                |                                                                 |             | Église Saint-Mathieu de Pérouse                         |
| Église Saint-Blaise de Reppe                            | Reppe                     |         | 47° 39′ 48″ nord, 7° 01′ 46″ est |                |                                                                 |             | Église Saint-Blaise de Reppe                            |
| Église Saint-Georges de Rougegoutte                     | Rougegoutte               |         | 47° 43′ 56″ nord, 6° 51′ 05″ est |                |                                                                 |             | Église Saint-Georges de Rougegoutte                     |
| Église Saint-Pierre de Rougemont-le-Château             | Rougemont-le-Château      |         | 47° 44′ 09″ nord, 6° 58′ 02″ est |                |                                                                 |             | Église Saint-Pierre de Rougemont-le-Château             |
| Église Saint-Jean-Baptiste de Réchésy                   | Réchésy                   |         | 47° 30′ 28″ nord, 7° 06′ 47″ est |                |                                                                 |             | Église Saint-Jean-Baptiste de Réchésy                   |
| Église Saint-Dizier de Saint-Dizier-l'Évêque            | Saint-Dizier-l'Évêque     |         | 47° 28′ 14″ nord, 6° 57′ 51″ est | « PA00101157 » | Inscrit MH                                                      | 1926        | Église Saint-Dizier de Saint-Dizier-l'Évêque            |
| Église Saint-Germain de Saint-Germain-le-Châtelet       | Saint-Germain-le-Châtelet |         | 47° 41′ 59″ nord, 6° 57′ 32″ est |                |                                                                 |             | Église Saint-Germain de Saint-Germain-le-Châtelet       |
| Église Notre-Dame-de-l'Assomption de Suarce             | Suarce                    |         | 47° 33′ 56″ nord, 7° 04′ 59″ est |                |                                                                 |             | Image manquante Téléverser                              |
| Église Sainte-Marguerite de Trévenans                   | Trévenans                 |         | 47° 34′ 00″ nord, 6° 52′ 05″ est |                |                                                                 |             | Église Sainte-Marguerite de Trévenans                   |
| Église Saint-Joseph de Valdoie                          | Valdoie                   |         | 47° 40′ 21″ nord, 6° 50′ 49″ est |                |                                                                 |             | Église Saint-Joseph de Valdoie                          |
| Église Saint-Antoine de Vauthiermont                    | Vauthiermont              |         | 47° 41′ 06″ nord, 7° 01′ 57″ est |                |                                                                 |             | Église Saint-Antoine de Vauthiermont                    |
| Église de la Nativité-de-Notre-Dame de Villars-le-Sec   | Villars-le-Sec            |         | 47° 27′ 23″ nord, 6° 59′ 25″ est | « IA00016781 » |                                                                 |             | Église de la Nativité-de-Notre-Dame de Villars-le-Sec   |
| Église Saint-Thiébaud de Vézelois                       | Vézelois                  |         | 47° 36′ 27″ nord, 6° 55′ 03″ est |                |                                                                 |             | Église Saint-Thiébaud de Vézelois                       |
| Église Saint-Valbert d'Étueffont                        | Étueffont                 |         | 47° 43′ 17″ nord, 6° 55′ 15″ est |                |                                                                 |             | Église Saint-Valbert d'Étueffont                        |
| Église Saint-Claude d'Évette-Salbert                    | Évette-Salbert            |         | 47° 40′ 33″ nord, 6° 47′ 56″ est |                |                                                                 |             | Église Saint-Claude d'Évette-Salbert                    |

### Culteorthodoxe
| Église                                                          | Commune | Adresse | Coordonnées                      | Notice | Protection | Date | Illustration                                                    |
| --------------------------------------------------------------- | ------- | ------- | -------------------------------- | ------ | ---------- | ---- | --------------------------------------------------------------- |
| Église orthodoxe de la Sainte-Résurrection-du-Christ de Belfort | Belfort |         | 47° 39′ 02″ nord, 6° 51′ 01″ est |        |            |      | Église orthodoxe de la Sainte-Résurrection-du-Christ de Belfort |

### Culteprotestant
| Église                                  | Commune   | Adresse | Coordonnées                      | Notice | Protection | Date | Illustration                            |
| --------------------------------------- | --------- | ------- | -------------------------------- | ------ | ---------- | ---- | --------------------------------------- |
| Temple protestant de Beaucourt          | Beaucourt |         | 47° 28′ 59″ nord, 6° 55′ 31″ est |        |            |      | Temple protestant de Beaucourt          |
| Temple Saint-Jean de Belfort            | Belfort   |         | 47° 38′ 22″ nord, 6° 51′ 26″ est |        |            |      | Temple Saint-Jean de Belfort            |
| Temple luthérien de Delle               | Delle     |         | 47° 30′ 21″ nord, 6° 59′ 43″ est |        |            |      | Temple luthérien de Delle               |
| Temple luthérien Saint-Luc de Giromagny | Giromagny |         | 47° 44′ 30″ nord, 6° 49′ 43″ est |        |            |      | Temple luthérien Saint-Luc de Giromagny |

### Culteprotestantévangélique
| Eglise                                      | Commune | Adresse                                                   | Coordonnées | Notice | Protection | Date | Illustration |
| ------------------------------------------- | ------- | --------------------------------------------------------- | ----------- | ------ | ---------- | ---- | ------------ |
| Centre Chrétien de Belfort                  | Belfort | 22 Rue du Colonel Frisch, 90000 Belfort                   |             |        |            |      |              |
| Assemblée Chrétienne de Belfort-Montbéliard | Belfort | 12A Rue du Port, 90850 Essert                             |             |        |            |      |              |
| Eglise Ménnonite des Perches de Belfort     | Belfort | 12 Rue des Perches, 90000 Belfort                         |             |        |            |      |              |
| L'église évangélique de l'armée du salut    | Belfort | 12 Rue de la Chapelle - 25200 Montbéliard                 |             |        |            |      |              |
| La nouvelle alliance de Belfort             | Belfort | 224-226 avenue Jaurès, 11 Rue Léon Stehlin, 90000 Belfort |             |        |            |      |              |